# 塚本總業
塚本總業株式会社（つかもとそうぎょう）は、東京都中央区に本社を置く日本の総合商社である。
1956年、日鐵中央機械製作所・日新興業・日新実業の合併により、塚本素山を社長として創立された。本社と関連会社事務所のうちいくつかを塚本素山ビルに置き、多角的な事業を展開している。日本製鐵（日鐵）や北海道炭礦汽船（北炭）との関わりから八幡支店・室蘭営業所をそれぞれ構え、千葉県で商業ビルを建設するなど規模の拡大を見せた。新日本製鐵（現・日本製鉄）の指定商社として土木建築資材などを、大成建設とその他大手ゼネコンに販売している。

## 前史
素山の兄である秀進が経営する塚本機械工業は中央機械製作所という工場を持っていたが、戦時中は日鐵に買収された専属工場であった。過度経済力集中排除法の指定などを受けて、三鬼隆は素山へ工場の経営を是非と勧めた。素山は持株会社整理委員会の承認を得て工場の全株式を取得した。さらに大阪鋳物を吸収する形で、1949年日鐵中央機械製作所が大阪に設立された。これは八幡と室蘭に営業所を持っていた。長万部での砂鉄採掘事業による収益が経営を支えていた。なお、「日」と「K」を合わせた塚本總業の社章は日鐵中央機械製作所設立当初から使われている。
日鐵中央機械製作所はニッテツ・ショッターという穿孔機を開発し特許を取得していた。この販売を目的として、火工品部門を分離する形で1955年日新実業が設立された。
秀進が経営していた企業には他に塚本工業があった。これは1946年日新共和工業へ、さらに1950年日新興業へ、商号を改めた。当時の主たる事業は長万部の砂鉄販売と北炭の石炭代行販売であった。

## 略史
- 1956年 - 富士製鐵・北炭間および東京瓦斯（現・東京ガス）・北炭間の、原料用炭の長期供給契約に貢献。エネルギー革命が進むさなか北炭の活路を開く。
- 1960年 - 塚本素山ビル竣工。
- 1963年
  - 富士製鐵の製品取扱い一次指定問屋となる。松花堂を取得して復元。
  - 5月31日 - 国鉄（現・JR東日本）千葉駅前にある国有地（労働基準局と行政監察局の跡地）を取得[1]。
- 1965年
  - 約1万坪の堺工場を堺臨海工業地帯に建設開始。大和製鐵の板金加工用。同年、塚本素山ビル4Fに、三笠宮崇仁親王によるテープ・カットで日本刀美術館が開館された。
  - 前述の千葉市富士見町の旧国有地に塚本大千葉ビルが竣工。核テナントとして、そごうデパート（現・そごう・西武）の千葉そごう（現・そごう千葉店）が入居[1]。
- 1968年 - 塚本大千葉ビル9Fに塚本美術館を開設。日本刀美術館の日本刀と松花堂の名器を展示。
- 1970年 - 松花堂美術館の開館。披露宴には永野重雄はじめ多数の要人が出席。
- 1973年
  - 源氏山ゴルフ倶楽部[注 4]を設立。
  - 国際オリンピック委員会会長のアベリー・ブランデージがカリフォルニア州に所有するモンテシト・カントリークラブ[2]の経営を引き受ける。
- 1977年 - 松花堂を京都府八幡町（現・八幡市）に寄贈。
- 1982年 - 素山の長男である清士郎[注 5]が社長となる。会長は塚本富士子。
- 1987年 - 八幡支店竣工。